# SEGPHOS
SEGPHOS (systematický název 4,4'-bi-1,3-benzodioxol-5,5'-diylbis(difenylfosfan), sumární vzorec C38H28O4P2), je organická sloučenina fosforu, chirální ligand vyvinutý společností Takasago k použití v asymetrické syntéze. Byl vyvinut později než BINAP a zkoumán z důvodu menšího diedrálního úhlu mezi aromatickými jádry. Bylo předpovězeno a následně potvrzeno zvýšení enantioselektivity a aktivity u kovových komplexů SEGPHOS.
Komerčně jsou dostupné rovněž deriváty DM-SEGPHOS (kde jsou fenylové skupiny nahrazeny 3,5-dimethylfenylovými) a DTBM-SEGPHOS (fenyly jsou nahrazeny 3,5-di-t-butyl-4-methoxyfenyly).